# Hossein Amir-Abdollahian
Hossein Amir-Abdollahian (Damghan, 23 de abril de 1964 – Varzaqan, 19 de maio de 2024) foi um político e diplomata iraniano, tendo sido o ministro de relações exteriores entre 2021 e 2024, sob o presidente Ebrahim Raisi, além de ter sido embaixador do Irã ao Bahrein entre 2007 e 2010, no governo Mahmoud Ahmadinejad.
Sua escolha como chefe da diplomacia iraniana ocorreu num contexto de pouca disposição de melhorias com o Ocidente por parte dos "linhas-duras" como Amir-Abdollahian, e de ter sido ligado à Guarda Revolucionária do Irã, especialmente quando Qasem Soleimani, morto em 2020 por ordem dos EUA, era o chefe da organização. Porém, por parte do ministro, ou do presidente, não existe tanto poder para mudar os rumos da política, pois todas as decisões finais são do Líder Supremo, Ali Khamenei, e sua escolha não significou uma mudança fundamental na política externa.

## Acidente e morte
Em 19 de maio de 2024, um helicóptero em que estavam Amir-Abdollahian, o presidente Ebrahim Raisi e o governador da província iraniana do Azerbaijão Oriental, Malek Rahmati, caiu próximo à aldeia de Pir Davood, a 600 quilômetros de Teerã, quando seguia para a cidade de Tabriz, e a comitiva presidencial retornava de um encontro com o presidente do Azerbaijão, Ilham Aliyev. Todos os nove ocupantes do helicóptero morreram.